# 油小路隆夏
油小路 隆夏（あぶらのこうじ たかなつ、生年不明 - 応仁2年（1468年）は、室町時代中期の公卿。

## 官歴
- 時期不明：蔵人頭、左中将
- 正長元年（1428年）：正四位上、参議
- 永享元年（1429年）：従三位
- 永享2年（1430年）：讃岐権守
- 永享7年（1435年）：伊予権守
- 永享9年（1437年）：正三位
- 永享10年（1438年）：権中納言
- 嘉吉4年（1444年）：従二位
- 文安5年（1448年）：権大納言
- 宝徳3年（1451年）：正二位
- 康正2年（1456年）：民部卿

## 系譜
- 父：油小路隆信
- 子：油小路隆継